# Carisey
Carisey là một xã của Pháp,tọa lạc ở tỉnh Yonne trong vùng Bourgogne.

## Hành chính
| Danh sách các thị trưởng               |           |                      |      |         |
| Giai đoạn                              | Giai đoạn | Tên                  | Đảng | Tư cách |
|                                        | mars 1995 | M. Kerne Gilbert     |      |         |
| 1995                                   | mars 2001 | Marie-Laure Capitain |      |         |
| tháng 3 năm 2001                       | 2008      | Marie-Laure Capitain |      |         |
| Tất cả các dữ liệu trước đây không rõ. |           |                      |      |         |

## Biến động dân số
| Năm | 1962 | 1968 | 1975 | 1982 | 1990 | 1999 |
| --- | ---- | ---- | ---- | ---- | ---- | ---- |
| Dân số | 254  | 271  | 273  | 227  | 243  | 317  |
| From the year 1962 on: No double counting—residents of multiple communes (e.g. students and military personnel) are counted only once. |      |      |      |      |      |      |

## Công trình nổi bật
- Nhà thờ Đức bà và Thánh Vincent (thế kỷ 16).
- Lavoir-Abreuvoir